# QFRONT

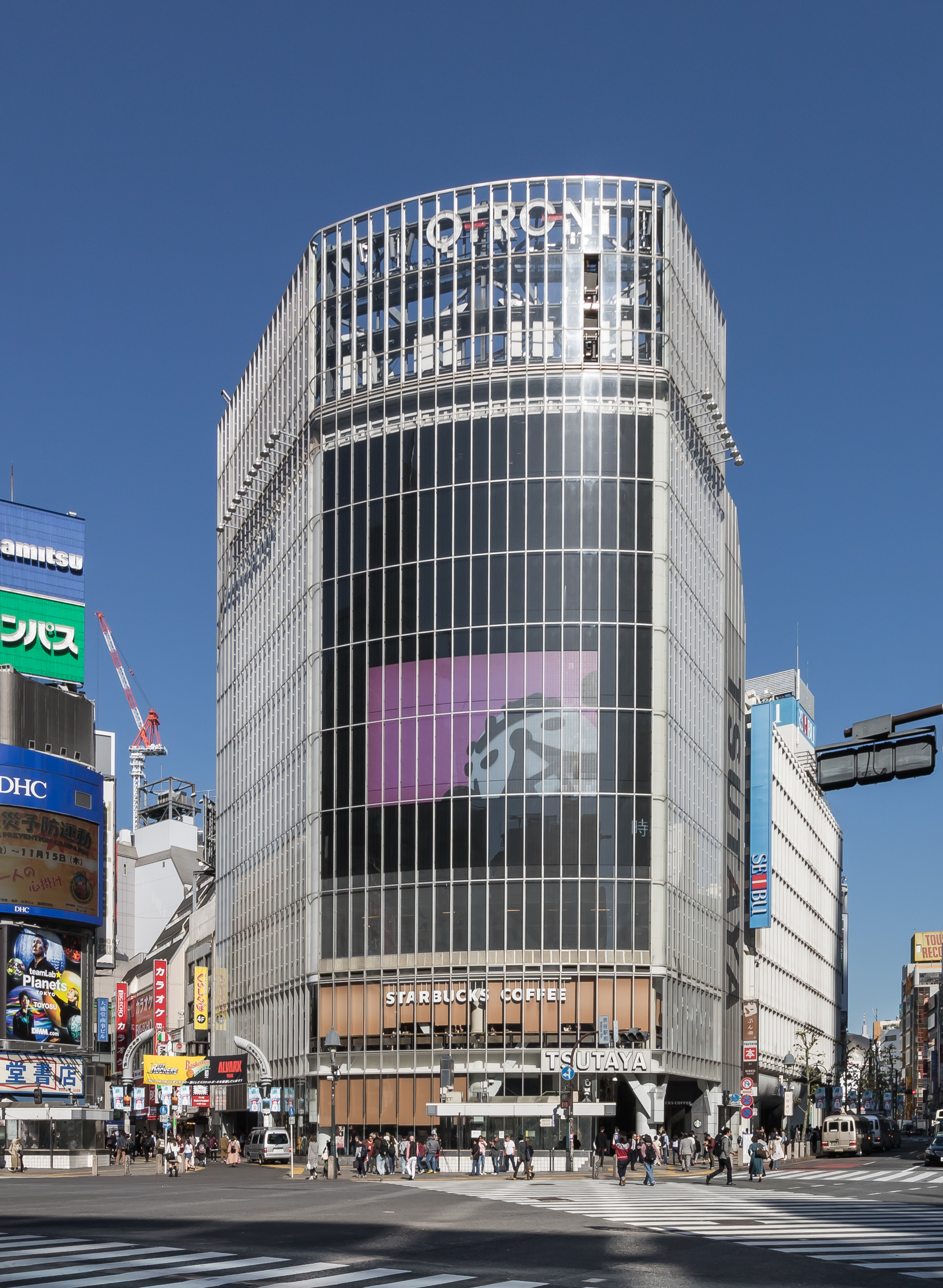

QFRONT是位於日本東京都澀谷區的一座商業大廈。這座建築面向澀谷路口，是澀谷站附近的地標之一。這座建築外側有一巨大的街頭電視。建築一至二層是星巴克，二至六層是TSUTAYA的旗艦店「SHIBUYA TSUTAYA」。

## 外部連結
- QFRONT（キューフロント） （页面存档备份，存于） - 東急リアル・エステート投資法人
- SHIBUYA TSUTAYA （页面存档备份，存于）
- スターバックス コーヒー SHIBUYA TSUTAYA店 （页面存档备份，存于）